# Mayu Shinjō
Mayu Shinjō (新條まゆ Shinjō Mayu?,  nombre real: 新條真由) es una autora japonesa de manga nacida el 26 de enero de 1973 en la prefectura de Nagasaki. En España se han publicado la gran mayoría de sus obras, todas ellas de la mano de Editorial Ivrea.

## Biografía
Shinjo ha publicado la mayoría de sus trabajos en las revistas Shōjo Comic (más conocida como Sho-comi) y Cheese! de la editorial Shōgakukan. Gran parte de sus obras son de demografía shōjo, aunque también tiene en su haber mangas shōnen, seinen y BL, demostrando así que es una mangaka muy polifacética.
Antes de su debut fue ayudante de Yuki Yoshihara.
Debutó en febrero de 1994 en la revista Sho-comi con Anata no Iro ni Somaritai la cual se acabó incluyendo en uno de los dos tomos que componen la obra Make Love Shiyo!!. Entre sus trabajos destacan mangas como Kaikan Phrase, Virgin Crisis (Akuma na Eros), o Love Celeb, todos ellos publicados en español.
A finales de mayo de 2007 anunció en su blog que tras terminar sus obras en curso dejaría la editorial Shōgakukan, donde había trabajado durante los últimos 14 años, según sus propias palabras porque sentía cómo había finalizado un ciclo profesional en su vida y debía experimentar con otros géneros para enriquecerse artísticamente como mangaka, desvinculándose así de la editorial que la catapultó a la fama. También comentó en el comunicado las críticas que recibió por parte de la editorial por la publicación de Sex=Love², obra que se publicó dentro de la revista Cheese! mientras que también publicaba Ai wo utau yori ore ni oborero! en la revista Shōjo Comic, suponiendo un gran esfuerzo para ella.
Para evitar problemas legales continuó Ai wo Utau yori ore ni oborero! en la revista Asuka de Kadokawa Shoten bajo el nombre de Ai ore! ~Danshikô no hime to joshikô no ôji~.
En septiembre de 2007 comenzó a trabajar para Shueisha con una nueva serie titulada Midnight Children en el número de septiembre de Bessatsu Margaret (Betsuma), concluida al año siguiente con dos tomos.
El 19 de diciembre de ese mismo año se puso a la venta el ＬＵＮＡ ＳＥＡ ＭＥＭＯＲＩＡＬ ＣＯＶＥＲ ＡＬＢＵＭ－Ｒｅ：ｂｉｒｔｈ, un CD tributo al desaparecido grupo Luna Sea en el que Mayu Shinjō se encargó de dibujar la portada.
Shinjō escribe e ilustra sus propias columnas en Monthly Gundam Ace y Seed Club Mobile, la versión para móvil del club oficial de Gundam Seed. Siempre se ha declarado admiradora de este popular anime, teniendo en su haber varios dōjinshi de la misma, y por fin el 26 de enero de 2010 se incluye en la revista mensual Gundam Ace la obra Kidou Senshi Gundam: Zeon Koukoku Younen Gakkou ambientada en el universo Gundam. Siendo ésta su primera serie shōnen
Después de dibujar Apple, una historia corta de temática shōnen para la Jump SQ que posteriormente se incluyó en Goshimei desu!, Mayu Shinjō ilustró la novela Akuma no Sonetto ~ Bikei Akuma wa Keiyakushi nai!? de Chihiro Kurihara para la editorial Kadokawa Shoten bajo el sello Beans, poniéndose a la venta el 1 de octubre de 2008. Se encarga de dibujar la portada y algunas escenas interiores. En enero de 2009 se publica la segunda parte titulada Akuma no Sonetto ~Danshikô de Himitsu no Shôkan~. Se trata de una serie abierta de novelas dirigidas a un público juvenil y de temática romántica y fantástica.
En abril de 2009 anunció en su blog que sería la ilustradora de la portada del nuevo single del grupo Ayabie, «Ai Takute», que se puso a la venta el 27 de mayo de ese mismo año en tres versiones distintas: edición limitada más DVD, una de estilo A y otra de estilo B, que es la que llevará la ilustración de Mayu Shinjō. Además, el libreto interior y la contraportada también están diseñados por ella.
En julio de ese mismo año continúa con la ilustración de la serie de novelas escritas por Chihiro Kurihara, siendo el tercer número publicado Akuma no Sonetto ~Gouka Kyakusen ha Akuma to Issho~. En febrero de 2010 le sigue el cuarto volumen titulado Akuma no Sonetto ~Eien no Tobira ha ni Nin no Tame ni~.
El 13 de octubre de 2010 publicó una nueva serie en el número 11 de Gekkan Young Magazine, su título es Elite!! -Expert Latitudinous Investigation Team- y versa sobre policías, convirtiéndose en su primer manga de género seinen. En ese mismo año, el 10 de noviembre, se estrena un pequeño vídeo de animación de esta serie, al que le acompañará una canción titulada «Karma» interpretada por el grupo visual Alice Nine. Con ésta, son 5 series las que publica a la vez.
El 8 de agosto de 2012, se lanza al mercado un CD con las cuatro canciones de la adaptación a imagen real de los personajes de Ai wo Utau yori ore ni oborero! y Ai ore! ~Danshikô no hime to joshikô no ôji~, titulado Re:birth day. Siendo el 25 de agosto el día de estreno de la película. Además todo aquel que adquiere una entrada y acude al cine para ver esta película se lleva de regalo un librito que incluye un capítulo especial del manga y fichas de los personajes.
En España y Argentina la mayoría de sus obras han sido publicadas por la editorial argentina Ivréa.

## Trabajos

### Manga
1. Mayu-tan no Tokimeki Note #1 - Taboo ni daite (まゆたんのトキメキNOTE　TABOOに抱いて) (1994): Publicado en la revista Shōjo Comic de la editorial Shōgakukan. 1 tomo de historias cortas que incluye: Taboo ni Daite Asou (1-3), Kimi ni Hold Up (4), Shiti Romansu (5), y Aoi Hitomi no Dandii (6).
2. Mayu-tan no Tokimeki Note #2 - Fianceé Shitai (まゆたんのトキメキNOTE フィアンセしたい) (1995): Publicado en la revista Shōjo Comic de la editorial Shōgakukan. 1 tomo de historias cortas que contiene: Fiancée Shitai (1-5) y Hoken Shitsu no My Darling(6).
3. Mayu-tan no Tokimeki Note #3 - Kokoro wo Hadaka ni Shite (まゆたんのトキメキNOTE 心を裸にして) (1995): Publicado en la revista Shōjo Comic de la editorial Shōgakukan. 1 tomo de historias cortas que incluye: Kokoro wo Hadaka ni Shite (1), Kubisuji ni Vampire (2), Dakishimete Tokashite (3) y Yasashiku Mite ne (4).
4. Make Love Shiyo!! (Make Loveしよ!!) (1995): Publicado en la revista Shōjo Comic de la editorial Shōgakukan. 2 tomos.
5. Suki Shite Sadist (すきしてサディスト) (1996): Publicado en la revista Shōjo Comic de la editorial Shōgakukan. 2 tomos.
6. Sexy Guardian (SEXYガーディアン) (1996): Publicado en la revista Shōjo Comic de la editorial Shōgakukan. 2 tomos.
7. Kaikan Furēzu (快感♥フレーズ) (Kaikan Phrase) (1997-2000): Publicado en la revista Shōjo Comic de la editorial Shōgakukan. 17 tomos.
8. 17-sai Hajimete no H (17歳　初めてのＨ) (1999): Publicado en la revista Shōjo Comic de la editorial Shōgakukan. Recopilación de historias cortas de varias mangakas sobre la primera vez de una chica, participa con A Boy's Suggestion.
9. Anata ni Tsunagaretai (あなたに繋がれたい) (Quiero estar atada a ti) (2000-2001): Publicado en la revista Cheese! de la editorial Shōgakukan. 1 tomo de historias cortas que incluye: Anata ni Tsunagaretai (1), Karada Goto Ubatte (2), Akuma no Kamen (3), Itai Ai (4).
10. Akuma na Eros (悪魔なエロス) (Virgin Crisis) (2001): Publicado en la revista Shōjo Comic de la editorial Shōgakukan. 4 tomos (2 tomos en edición bunko publicada en 2006).
11. Kinenbi Tokubetsu na H (記念日　特別なＨ) (2001): Publicado por la editorial Shōgakukan. Recopilación de historias cortas de varias mangakas sobre el día inolvidable de una chica, participa con Summer Days Seventeen (１７歳の夏).
12. Dokyusei H kara Hajimaru Koi (同級生　Hから始まる恋) (2002): Publicado en la revista Shōjo Comic de la editorial Shōgakukan. Recopilación de historias cortas de varias mangakas, participa con Side Seat de Daite.
13. Yuuwaku - Sakaraenai Yokubou (誘惑～逆らえない欲望～) (2002): Publicado por la editorial Shōgakukan. Recopilación de historias cortas de varias mangakas, participa con Motto oshiete.
14. Zakuro no Mi wo Abaite ((en japonés)) (2002): Historia corta publicada en la revista Cheese! de la editorial Shōgakukan.
15. Senpai Amasugiru H (先輩　甘すぎるH) (2002): Publicado por la editorial Shōgakukan. Recopilación de historias cortas de varias mangakas, participa con Zakuro no Mi wo Abaite.
16. Haou Airen (覇王♥愛人) (El amante dragón) (2002-2004): Publicado en la revista Shōjo Comic de la editorial Shōgakukan. 9 tomos.
17. Haou Airen - Kuro no Jokyoku  (覇王♥愛人 特別編　黒の序曲) (2003): Novela basada en Haou Airen, escrita por Takashi Nanao.
18. Kaikan Phrase Special (快感♥フレーズ) (2003): Publicado en la revista Shōjo Comic de la editorial Shōgakukan. 1 tomo.
19. Love & Sex (2003): Publicado en la revista Shōjo Comic de la editorial Shōgakukan. Recopilación de historias cortas de varias mangakas, participa con Lewd Melody, Obscene Fingers.
20. Motto oshiete (もっと教えて) (Enséñame más) (2003): Publicado por la editorial Shōgakukan. 1 tomo de historias cortas que incluye: Motto oshiete (también en Yuuwaku - Sakaraenai Yokubou) (1), A Boy's Suggestion (también en 17-sai Hajimete no H) (2), Lewd Melody, Obscene Fingers (también en Love & Sex) (3), Teach Me More & More - How the Wolf Feels (4) y Haou Airen Side Story - A Tale of Happier Times (5).
21. Kimi Sae mo Ai no Kusari (君さえも愛の鎖) (Cadenas de pasión) (2003-2004): Publicado en la revista Shōjo Comic Zoukan de la editorial Shōgakukan. 2 tomos.
22. Rabu Serebu (ラブセレブ　Ｋｉｎｇ　Ｅｇｏｉｓｔ) (Love Celeb) (2004-2006): Publicado en la revista Shōjo Comic de la editorial Shōgakukan. 7 tomos.
23. Kare wa Amai Yuuwaku - Honey Honey Boy (他是甜蜜的诱惑) (2004): Historia corta de Haou Airen publicada en la revista Shōjo Comic de la editorial Shōgakukan.
24. Dame Ijiwaru H (だめ　いじわるH) (2004): Publicado en la revista Shōjo Comic de la editorial Shōgakukan. Recopilación de historias cortas de varias mangakas, participa con Pure Love Strip.
25. Doku no Hana (毒の華) (2005): Historia corta publicada en la revista Cheese! de la editorial Shōgakukan.
26. Yometore! (ヨメトレ！) (2005): Publicado por la editorial Shōgakukan. 1 tomo.
27. Ren'ai Strip (純愛ストリップ) (Amor al desnudo) (2005): Publicado por la editorial Shōgakukan. 1 tomo de historias cortas que incluye: Pure Love Strip (1), Doting Love Strip (2) y Lavish Love Strip (3).
28. Darenimo Ienai! (誰にも言えないっ！) (2006): Historia corta de Love Celeb publicada en la revista Shōjo Comic de la editorial Shōgakukan.
29. Ai wo utau yori ore ni oborero! (愛を歌うより俺に溺れろ!) (¡Bésame! Demuéstrame el amor que pones en tus canciones) (2006-2007): Publicado en la revista Shōjo Comic de la editorial Shōgakukan. 5 tomos.
30. SEX=LOVE² (Sex=Love²) (2006-2007): Publicado en la revista Cheese! de la editorial Shōgakukan. 2 tomos.
31. Houkago Wedding (放課後　wedding) (2007): Historia corta de Saikyou Koibana publicada en la revista Cheese! de la editorial Shōgakukan.
32. Saikyou Koibana (最強　コイバナ) (2004): Publicado en la revista Cheese! de la editorial Shōgakukan. Recopilación de historias cortas de varias mangakas, participa con Houkago Wedding.
33. Baka Demo Kakeru (バカでも描けるまんが教室) (2007): Publicado por la editorial Shōgakukan. 1 tomo.
34. Midnight Children (ミッドナイト☆チルドレン) (2008): Primera obra publicada en la revista Betsuma de la editorial Shueisha. 2 tomos.
35. Ayakashi Koi Emaki (あやかし恋絵巻) (2008): (Historia guarra de fantasmas) Serie publicada por arcos argumentales en la revista Margaret de Shueisha para poder compaginar con Ai ore! ~Danshikô no hime to joshikô no ôji~. 6 tomos.[11][12][13]
36. Apple (アップル！) (2008): Historia corta publicada en la revista Jump SQ de la editorial Shueisha. Incluida en Goshimei desu!.
37. Ai ore! ~Danshikô no hime to joshikô no ôji~ (愛俺！～男子校の姫と女子校の王子～) (¡Ámame! La princesa del instituto de chicos y el príncipe del instituto de chicas) (2009): Publicado en la revista Asuka de la editorial Kadokawa Shoten. Secuela de Ai wo Utau yori ore ni oborero!. 5 tomos.[14]
38. Hāto no Daiya (Heart no Diamond) (ハートのダイヤ) (2009): Publicada en la revista Ribon de Shueisha. 2 tomos.
39. Goshimei desu! (ご指名です！ ) (¡El gigoló perfecto!) (2009): Publicado en la Jump Square de Shueisha, es la primera obra que publica del género shōnen. 1 tomo.
40. Koi wa Skeleton () (2009): Historia corta publicada en la Ribon Fantasy de Ribon con motivo del día de Halloween.[15]
41. Kidou Senshi Gundam: Zeon Koukoku Younen Gakkou (機動戦士ガンダム ジオン公国幼年学校) (2010): Serie basada en el universo Gumdan, se publica en la Gundam Ace de la editorial Kadokawa Shoten. 2 tomos.
42. Elite!! -Expert Latitudinous Investigation Team- (エリート!!) (2010): Primer manga seinen de esta autora, se publica en Gekkan Young Magazine de Kodansha. 4 tomos.[16] *

Nota: El título en castellano es con el que se ha publicado en España.
"*"La información es a 5 de marzo de 2014.

### Shinjo Mayu - The Best Selection
Recopilación de historias cortas por parte de la editorial Shōgakukan de sus mejores autoras. El volumen 1 salió en 2007.
- Volumen 1:

1. Zakuro no Mi wo Abaite
2. Yasashiku Mitene (También incluido en Kokoro wo Hadaka ni Shite)
3. Dakishimete Tokashite (También incluido en Kokoro wo Hadaka ni Shite)
4. Kokoro wo Hadakani Shite (También incluido en Kokoro wo Hadaka ni Shite)
5. Kimi ni Hold Up (También incluido en Taboo ni Daite)
6. Hoken Shitsu no My Darling (También incluido en Fiancee Shitai)

- Volumen 2:

1. TABOO ni Daite Asou (También incluido en Taboo ni Daite)
2. Body Music (También incluido en Suki Shite Sadist número 2)
3. Kubisuji ni Banpaia (También incluido en Kokoro wo Hadaka ni Shite)
4. Aoi Hitomi no Dandii (También incluido en Taboo ni Daite)
5. Shiti Romansu (También incluido en Taboo ni Daite)

### Artbooks
1. SA・KU・YA (Kaikan Phrase Super Edition) The Collection of Illustrations. (快感・フレーズ　イラスト集　「SA・KU・YA) (2000)

### Otros trabajos
1. Columnas en Monthly Gundam Ace y Seed Club Mobile, la versión para móvil del club oficial de Gundam Seed.[4]
2. Diciembre de 2007: Portada del álbum tributo al grupo Luna Sea, el disco se llama ＬＵＮＡ ＳＥＡ ＭＥＭＯＲＩＡＬ ＣＯＶＥＲ ＡＬＢＵＭ－Ｒｅ：ｂｉｒｔｈ.[3]
3. Ilustra la portada y escenas interiores de la novela Akuma no Sonetto ~Bikei Akuma wa Keiyakushi nai!?~ (悪魔のソネット 美形悪魔は契約しない!?) escrita por Chihiro Kurihara publicado por la editorial Kadokawa Shoten en octubre de 2008.[6] Así mismo también se encarga del resto de novelas que van ampliando la colección: Akuma no Sonetto ~Danshikô de Himitsu no Shôkan~ (悪魔のソネット 男子校で秘密の召喚) en diciembre de 2008,[7] Akuma no Sonetto ~Gouka Kyakusen ha Akuma to Issho~ (悪魔のソネット 豪華客船は悪魔と一緒) en julio de 2009 y por último Akuma no Sonetto ~Eien no Tobira ha ni Nin no Tame ni~ (悪魔のソネット 永遠の扉は二人のために) en febrero de 2010.

## Páginas de internet
- Página oficial de Mayu Shinjō (en japonés y en inglés)
- Mayu Shinjō FC (en español)
- Baka-Updates Manga (en inglés)
- Twitter de Mayu Shinjō (en japonés)
- Página de la Editorial Ivréa (en español)